# (400267) 2007 RU148
(400267) 2007 RU148 es un asteroide perteneciente al cinturón de asteroides, descubierto el 12 de septiembre de 2007 por el equipo del Catalina Sky Survey desde el Catalina Sky Survey, Arizona, Estados Unidos.

## Designación y nombre
Designado provisionalmente como 2007 RU148.

## Características orbitales
2007 RU148 está situado a una distancia media del Sol de 2,328 ua, pudiendo alejarse hasta 2,863 ua y acercarse hasta 1,794 ua. Su excentricidad es 0,229 y la inclinación orbital 3,960 grados. Emplea 1298,12 días en completar una órbita alrededor del Sol.

## Características físicas
La magnitud absoluta de 2007 RU148 es 18.